# Oscar (felino)
Oscar (nascido em 2005) foi um gato de uma instituição para doentes, que foi notícia no New England Journal of Medicine, por suas supostas habilidades em prever a morte iminente em pacientes terminais.

## História e habilidades
Oscar foi adotado de um abrigo de animais, e cresceu na unidade para dementes do
Steere House Nursing and Rehabilitation Center, em Providence (Rhode Island-EUA) - que trata de pacientes com Alzheimer, Parkinson e outras doenças, a maioria deles já no estágio final de suas doenças (quando a morte é iminente), e geralmente são afastados de seus lares. A Steere House adotou um programa em que animais são levados à companhia dos pacientes, a fim de que os mesmos tenham manifestações de afeto e amizade. Cerca de seis animais residem ali, promovendo conforto aos pacientes.
Depois de aproximadamente seis meses, as pessoas notaram que Oscar, tal como os médicos e enfermeiras, fazia sua ronda própria entre os pacientes. Oscar cheirava e observava os doentes, escolhendo um deles para ir deitar-se junto. O que surpreendia a todos era que aqueles pacientes com quem Oscar dormia, vinham a falecer cerca de duas a quatro horas depois de sua chegada. Um dos primeiros casos anotados referia-se uma paciente que tinha um coágulo na perna quando era ocasião de tempo frio. Oscar aninhou-se em volta de sua perna, e ali permaneceu até quando a mulher veio a falecer. Outro caso exemplar foi o do médico que havia feito um prognóstico de morte iminente, baseado nas condições do paciente, quando Oscar simplesmente se afastou, fazendo com que o médico acreditasse que o dom do gato tivesse desaparecido. Entretanto, aquilo ocorrera 12 horas antes da morte do paciente. Dez horas depois, Oscar aproximou-se do doente, e este morreu dentro de duas horas: a prognose do facultativo ocorrera cedo demais.
A precisão de Oscar, que até agosto de 2007 contava com mais de 25 casos comprovados, levou o pessoal que trabalha na clínica a instituir um novo e incomum protocolo - toda vez que ele dorme com um paciente, os parentes deste são notificados de sua morte iminente.
Na maioria das vezes, a família do paciente não presta atenção no fato de que Oscar está presente na hora da morte; em algumas ocasiões, entretanto, quando o gato é afastado do quarto a pedido dos parentes, ele fica andando de um lado para o outro em frente à porta, miando em protesto. Quando permanece, Oscar fica com o doente até que este venha a exalar seu último suspiro - momento em que o gato se levanta, dá uma olhada, e parte quietamente.
Habilidades à parte, o que torna inda mais estranho e enigmático neste comportamento do animal é que ele, segundo descrição do Dr. David Dosa, "não é um gato amistoso com as pessoas". Um bom exemplo disso foi descrito no artigo da New England Journal of Medicine (NEJM): quando uma senhora idosa passou por ele, usando um andador, durante uma de suas jornadas, ele rosnou agressivamente, como a dizer "fique longe de mim".

### Placa
O Home and Hospice Care of Rhode Island presenteou Oscar como recompensa por sua compaixão aos pacientes em seus momentos finais da vida, muitos dos quais teriam este transpasse em completa solidão, não fosse por ele.
A recompensa consiste numa placa comemorativa, com os seguintes dizeres:
"Oscar - Steere House : for his compassionate quality end-of-life care".
(Oscar - Steere House: por sua qualidade de compaixão na hora da morte, numa tradução livre)

## Opiniões médicas
Ninguém tem certeza se o comportamento do Oscar é cientificamente significante. Nem se tem certeza de que sua conduta é resultado de habilidades inatas ou o resultado de seu convívio num ambiente onde a morte é bastante comum e esperada.
O Dr. Joan Teno, professor da comunidade médica do Warren Alpert Medical School, da Brown University, em Providence, e que atende aos pacientes da Steere House, e que regularmente presencia o comportamento do Oscar, disse que "Não é que o gato seja a primeira presença. Mas ele sempre aparece, e sempre parece estar junto nas últimas duas horas" (uma tradução livre para: "It's not that the cat is consistently there first. But the cat always does manage to make an appearance, and it always seems to be in the last two hours.").
O Dr. Dosa (também integrante dos quadros da Alpert Medical School), que descreveu o fenômeno na edição de 26 de julho de 2007 no NEJM, diz que Oscar "não cometeu nenhum erro. Ele parece entender quando os pacientes estão perto da morte," especulando que "o gato poderia estar percebendo os odores específicos da aproximação da morte". Teno sustenta sua opinião: "Penso que existem certas substâncias químicas que são liberadas quando alguém está perto de morrer, e ele percebe e sente isto".
Alguns peritos no comportamento animal dizem que esta hipótese sobre Oscar sentir um cheiro associado com a morte é plausível. "Eu suspeito que ele sinta o cheiro de alguma substância química liberada logo antes da morte", diz Margie Scherk, uma veterinária de Vancouver, na Colúmbia Britânica, e presidente da American Association of Feline Practitioners (Associação Americana de Médicos de Felinos). "Os gatos podem perceber muitos odores que nós não sentimos", ela diz, "e gatos certamente podem descobrir doenças". O Dr. Jill Goldman, um estudioso aplicado do comportamento animal,  de Laguna Beach, na Califórnia, diz que "os gatos têm um senso apurado de olfato", adicionando que o fato de fazer companhia a pacientes moribundos pode ser um comportamento aprendido. "Ali houve muitas oportunidades para que ele fizesse uma associação entre 'aquele' cheiro (e a morte)".
O sentido do olfato, entretanto, é só uma explicação. O Dr. Daniel Estep, um estudioso comportamental dos animais, de Littleton, Colorado, sugere que "uma das coisas que acontecem com pessoas que estão morrendo é que estas não se movimentam muito. Talvez o gato perceba que a pessoa numa cama esteja muito quieta. Pode não ser o cheiro ou sons, mas exatamente a falta de movimentos".
O Dr. Thomas Graves, perito em felinos da Universidade de Illinois, disse para a BBC: "Gatos podem sentir freqüentemente quando os seus donos estão doentes, ou quando outro animal está doente. Eles podem perceber quando há mudanças no tempo, e são famosos por sua sensitividade em prever terremotos".

## Referência culturais
O episódio "Here Kitty" - 18 da quinta temporada - de House MD, foi inspirado na história de Oscar.